# زمین‌لرزه ۱۹۴۶ جزیره ونکوور
زمین‌لرزه جزیره ونکوور  در تاریخ ۲۳ ژوئن ۱۹۴۶ میلادی، برابر با ‎۲ تیر ۱۳۲۵، ساعت ۱۷:۱۳:۲۲ به زمان یوتی‌سی در کانادا ، منطقه جزیره ونکوور رخ داد. بزرگی آن ۷٫۶ در مقیاس Mw اعلام شده‌است. زمین‌لرزه به وقت محلی در روز یکشنبه، ساعت ۹ روی داده و منطقه زمانی آن یوتی‌سی -۸ بوده‌است (با لحاظ تغییر ساعت تابستانی).
سازمان زمین‌شناسی آمریکا نیز جای این زمین‌لرزه را در مختصات ۴۹°۵۲′شمالی ۱۲۴°۵۵′غربی / ۴۹٫۸۷°شمالی ۱۲۴٫۹۲°غربی و بزرگی آنرا برابر با ۷٫۳ در مقیاس ریشتر اعلام کرده‌است.
سونامی نیز در این زلزله گزارش شده‌است.